# Ikarbus
Ikarbus a.d. (Ikarbus - Fabrika autobusa i specijanih vozila a.d.) je srbski proizvajalec avtobusov iz Zemuna, Beograd. Podjetje je bilo ustanovljeno leta 1923 pod imenom Ikarus. Leta 1992 so spremenili ime v Ikarbus, da ne bi prišlo do konfliktov z istoimenskim madžarskim proizvajalcem avtobusov. Do leta 1962 so proizvajali in snovali tudi letala.

## Proizvodi
Vsako Ikarbusovo vozilo se začne z 'IK', potem sledi pomišljaj in koda vozila, IK-1xx so solo avtobusi, IK-2xx so gibljivi mestni avtobusi, IK-3xx in IK-4xx pa coach avtobusi.

Starejši Ikarus avtobusi
- IK-4 - solo bus zasnovan na Leyland šasiji, proizvajan v 1970ih
- IK-5A/5B - gibljivi avtobus po licenci MAN, v 1980ih
- IK-83 (solo, FAP šasija, FAMOS 2 F-207 motor, v 1970ih
- IK-61 (solo, Raba D2156 motor), v 1970ih
- IK-105/108/110(B)/115 (solo, Raba D2156 motor) - proizvajan do leta 1988
- IK-160(B)/180 (gibljivi, Raba D2156 motor) - proizvajan do leta 1988
- IK-160P (gibljivi, "P" za Poljsko, SW680 motor) - proizvajan do leta 1989
- IK-102 (solo, MAN D2866 motor) - proizvajan do leta 1996
- IK-111(B) (solo, MAN D2866 motor) - proizvajan do leta 1996
- IK-161(B) (gibljivi, MAN D2866 motor) - proizvajan do leta 1996
- IK-161R (gibljivi, Raba D2156 motor) - proizvajan do leta 1996
- IK-166 (gibljivi, MAN D2866 motor) - proizvajan do leta 1996

Novejši Ikarbus avtobusi
- IK-101 solo, MAN motor
- IK-102 solo, RABA motor
- IK-103 solo, MAN ali Mercedes motor
- IK-103 CNG (EURO-5 standard)
- IK-112(N) MAN motor
- IK-112LE
- IK-107 minibus, Cummins motor
- IK-201 gibljivi,  MAN motor
- IK-202 gibljivi,  RABA motor
- IK-203 gibljivi, Mercedes motor
- IK-206 gibljivi, MAN motor
- IK-218(N) gibljivi, MAN motor
- IK-218M gibljivi, MAN motor
- IK-308, midibus coach
- IK-312, regionalni coach
- IK-412, coach z dolgim dosegom
- IK-415, tro-osni coach

### Letala
Leta 1927 so zgradili tovarno letal v Zemunu, kjer so zasnovali in proizvajali več letal, nekatera tudi licenčno. Tovarna je imela svojo letališko stezo. Leta 1946 so se Rogožarski in Zmaj združila z Ikarusom. Do leta 1962 so zgradili 475 letal, potem so ustavili proizvodnjo letal.
- Ikarus 214
- Ikarus 215
- Ikarus 451
- Ikarus 452
- Ikarus Aero 2
- Ikarus IK-2
- Ikarus IO
- Ikarus Kosava
- Ikarus Kurir
- Ikarus MM-2
- Ikarus Meteor
- Ikarus Orkan
- Ikarus S-49
- Ikarus SM